# Политический кризис в Польше (1968)
По́льский полити́ческий кри́зис 1968 го́да — общественно-политический кризис, длившийся с июня 1967 года по начало июля 1968 года.
После Шестидневной войны отношения Польской Народной Республики с Израилем стали ухудшаться, потому что Польша заняла позицию арабской стороны конфликта.
С осени 1967 активизировались деятельность политических клубов при Еврейском культурном центре.
Выступления студентов начались из-за запрета спектакля по пьесе А. Мицкевича «Дзяды».
В январе 1968 года прошла манифестация, в связи с последней постановкой «Дзядов». 35 наиболее активных её участников были арестованы.
Председатель ветеранской организации «Союз борцов за свободу и демократию» и видный коммунистический политик Мечислав Мочар обвинил в разжигании данных волнений «сионистов». Ситуация была поставлена на контроль начальника III (политического) департамента МВД полковника Пентека и его заместителя полковника Валихновского. Приказы о задержании «сионистов» издавались милицейскими комендатурами (в частности, в Гданьске, за подписью полковника Кольчиньского). События 1967—1968 годов сопровождались направляемой правительством антисемитской кампанией, в ходе которой польские евреи были объявлены коммунистическим лидером Польши Владиславлм Гомулкой «пятой колонной» израильского сионизма; после них усилилась эмиграция евреев из Польши, которую покинуло около 20 тысяч человек. В результате начался расцвет польского национально-освободительного движения. Партийные структуры организовывали митинги, иногда откровенно антисемитского характера (как первый секретарь Быдгощского воеводского комитета ПОРП Юзеф Майхжак). Особенно агрессивные тексты по инструкциям Пентека публиковал в молодёжной газете Sztandar Młodych бывший функционер МОБ и СБ Рышард Гонтаж (один из лидеров «партийного бетона» в начале 1980-х). Среди главных объектов его нападок была популярная писательница Изабела Стахович. В ответ Стахович выступала с резкой критикой коммунистического режима и антисемитской пропаганды.
Крайне негативный международный резонанс вынудил партийное руководство приостановить антисемитскую кампанию. С заявлением такого рода выступил секретарь ЦК по идеологии Зенон Клишко. Сигнал был принят на местах, партийная линия начала меняться. Например, первый секретарь Люблинского воеводского комитета ПОРП Владислав Коздра (прежде известный антисемитизмом) заявил, что «польский национализм опаснее сионизма».
В обстановке кризиса укрепились позиции лидера национал-коммунистической «фракции партизан» Мочара, ставшего секретарём ЦК ПОРП. Гомулка попытался компенсировать это назначением на МВД своего доверенного лица Казимежа Свиталы. В целом данные события серьёзно снизили авторитет Гомулки и лишь ненадолго отсрочили падение. Вскоре — в конце 1970 года, после декабрьских протестов и кровопролития — он был вынужден уступить власть Эдварду Гереку.